# Американський психопат (роман)
«Американський психопат» (англ. American Psycho) — роман американського письменника Брета Істона Елліса. Оповідь ведеться від імені Патріка Бейтмена, багатого жителя Мангеттена та самопроголошеного маніяка-вбивці. Роман опубліковано 1991 року. Твір викликав чималий резонанс через деталізовані описи сцен сексу та насильства. 2000 року світ побачила однойменна екранізація.

## Сюжет
Події роману відбуваються переважно на території Мангеттена наприкінці 1980-х. Книга описує приблизно два роки життя Патріка Бейтмена, головного героя та оповідача. На початку роману Бейтмену 26 років. Основну частина сюжету складають описи злочинів Бейтмена, хоча достовірність цих описів під кінець розповіді ставиться під сумнів.
Бейтмен походить з багатої сім'ї, закінчив Ексетерську академію, Гарвардський університет (випуск 1984 року) і працює на Волл-стріт у фірмі «Пірс енд Пірс». Бейтмен — втілення образу яппі 1980-х.
У романі Бейтмен детально описує, як він катує та вбиває своїх жертв, серед яких:
1. Молоді жінки, зокрема його колишні та нинішні подружки, повії, дівчата з бюро ескорт-послуг.
2. Конкуренти по бізнесу (наприклад, Пола Овена він убиває прямо у своїй квартирі).
3. Бідняки, бомжі, безробітні, яких він зустрічає на вулицях міста. Бейтмен називає їх «генетичним сміттям». У ході розвитку подій двічі зустрічає чорношкірого жебрака та при першій зустрічі виколює йому очі.
4. Представники інших етнічних груп (зокрема, китайський хлопчисько-кур'єр, якого він приймає за японця).
5. Прості люди, яких зустрічає на вулиці, зокрема хлопчик у Центральному зоопарку, гомосексуал із собакою та саксофоніст.
6. Люди, які потрапили під руку під час погоні, коли Бейтмен намагається відірватися від поліції (вбиває таксиста, поліцейського, нічного сторожа, прибиральника).
7. Тварини, переважно собаки та щури.

У вбивствах Бейтмена немає ніякої системності чи плану. Він просто катує та вбиває людей різноманітними способами з використанням пістолетів, ножів, електроінструментів і живих щурів. Серед персонажів, яких Бейтмен не намагається вбити: секретар Джин, наречена Евелін Вільямс і гей Луїс Каррутерс. Можливо, причина такої поблажливості полягає у тому, що всі вони відчувають до нього ніжні почуття (є сумніви щодо нареченої).
Жадібність, заздрість і ненависть — ось головні почуття Бейтмена поряд з люттю й садистським задоволенням від насильства. Він виявляє ледь помітні ознаки людяності, коли міркує про романтичне кохання та його вираження в музиці. Він має досить специфічне почуттям гумору та неодноразово іронізує з приводу нікчемності й порожнечі свого існування. Наприкінці роману стає зрозуміло, що навіть убивства вже не можуть викликати у Бейтмена жодних емоцій.

### Особистість Бейтмена
Загалом, Бейтмен є прикладом успішного бізнесмена. Він освічений, багатий, родом із відомої родини, має високооплачувану роботу, живе у престижному житловому комплексі, користується успіхом у жінок, стежить за процесами в розвитку культурного життя. Він видається вихованим, розумним, респектабельним молодим чоловіком. Повною його протилежністю є його альтер-его: вбивця, садист-мучитель, витончений ґвалтівник, канібал та некрофіл.
Бейтмен надзвичайно старанно стежить за тенденціями у галузі моди та показного споживання. Він детально описує свої та чужі особисті речі, звертаючи увагу навіть на такі дрібниці як ручки та шкарпетки. Таку ж манеру опису використовує для змалювання гардеробу та аксесуарів, вказуючи матеріал, ім'я дизайнера та магазин, в якому річ придбали (однак дуже рідко згадує колір або фасон). Бейтмен постійно дає друзям поради з приводу вибору мінеральної води, ременя, фасону кишень, вузла краватки тощо.
Бейтмен ненавидить гомосексуалів і різко реагує на прояв уваги з їхнього боку. Особливо йому дошкуляє Луїс Каррутерс, який намагається вмовити Бейтмена стати його партнером, але врешті-решт укладає шлюб із жінкою заради підтримки іміджу. Тричі він змушує жінок вступити в сексуальний контакт одна з одною, у двох випадках після цього вбиває.
Бейтмен досить дивно піклується про своє здоров'я. Він запеклий противник паління, постійно відвідує спортзал, але водночас зловживає алкоголем і наркотиками. Те ж стосується й його друзів. Бейтмен дотримується такої стратегії виключно заради зовнішнього ефекту: припинення занять на тренажерах призведе до ожиріння, а від тих, хто палить, неприємно пахне, водночас вживання кокаїну не залишає помітних зовнішніх слідів. У романі часто описуються спроби Бейтмена дістати наркотики, проте це не заважає йому лицемірно докоряти братові Шону за пристрасть до них.
Бейтмен — великий меломан, але ненавидить реп із расистські погляди. Зокрема, деякі розділи цілком присвячені опису творчості Genesis, Huey Lewis and The News і Вітні Г'юстон. Улюблений гурт Бейтмена — Talking Heads.
Робота Бейтмена необтяжлива, він може дозволити собі недобросовісно виконати роботу, оскільки його сім'я дуже заможна. Однак багатьом друзям він заздрить. На роботу Бейтмен приходить пізно та любить довго обідати. В офісі він більшу частину часу слухає музику, дивиться телевізор, пише всіляку нісенітницю в блокноті, вирішує кросворди. Під час розмов він кидає репліку, що працює тільки для того, щоб «залишатися на рівні».

### Теми та символи
Роман містить багато елементів фантазії, тому важко визначити, де автор мав на увазі реальні події, а де вигадку Бейтмена. У якій пропорції знаходиться співвідношення реальності й вигадки — це залишається популярною темою для обговорення серед читачів.
Головне питання — чому Бейтмена жодного разу не заарештовано, зважаючи на те, що його підозрював досить компетентний слідчий. Не роз'яснюється, чому поліція не може впіймати Бейтмена — можливо, вони некомпетентні чи байдуже ставляться до роботи, або просто занадто зайняті високим рівенем злочинності у Нью-Йорку.
Органи слідства не звертають уваги на Бейтмена, хоча він і не дуже піклується про конспірацію. Він тримає відеозаписи вбивств у себе вдома, періодично натякає своїм друзям у дусі «Я довбаний психопат» або «Я люблю розчленовувати жінок». Однак ніхто його висловлювання всерйоз не сприймає.
На Гелловін Бейтмен наряджається вбивцею, приходить у костюмі, забрудненому справжньою кров'ю, і вставляє в петлю для ґудзиків кістку однієї з жертв. Його покоївка постійно прибирає за ним і при цьому не ставить питань, так само без питань його закривавлений одяг приймають в китайській пральні. Навіть наречена Бейтмена нічого не підозрює.
Подвійне життя Бейтмена виявляється й у тому, як ставляться до нього інші люди. На публіці він засуджує соціальну сегрегацію, споживацтво, насильство, економічну нерівність і расову дискримінацію. Багато жінок вважають його досить привабливим. Сутність характеру Бейтмена в цьому жахливому лукавстві — у гарненькому образі для інших і в абсолютно зворотному сприйнятті себе — виключно у чорних фарбах.
Іронія ситуації полягає і в тому, що, хоча персонажі сильно намагаються підкреслити свою індивідуальність усіма можливими способами, вони у підсумку все одно залишаються схожими один на одного, що веде до постійної плутанини та невпізнавання. Пол Овен до останнього приймає Бейтмена за Маркуса Галберстама, навіть коли Бейтмен вже починає його катувати та вбиває.
Кілька лейтмотивів простежуються як у романі, так і в фільмі. По-перше, згадка бродвейської постановки «Знедолених» Віктора Гюго. Можливо, мається на увазі, що волстрітські яппі і є тими знедоленими. По-друге, Бейтмен постійно «повинен повернути касети у прокат»; він в основному цікавиться садистською порнографією, кілька разів бере фільм «Подвійне тіло», щоб мастурбувати під час сцени, де жінку вбивають електродрилем. Бейтмен також використовує «касетний» привід, щоб пояснити жінкам, що він робив учора чи що збирається робити сьогодні. У романі цей привід використовується як евфемізм на позначення тортур і вбивств. Постійно згадується «Шоу Патті Вінтерс» (прообразом, мабуть, послужила Саллі Джессе Рафаел), де обговорюються різні дурні теми «жовтої» спрямованості. Аудиторія шоу звичайно реагує на заяви гостей з подивом і апатією. Під кінець роману теми стають все більш абсурдними (можливо, як знак зростання розпаду особистості Бейтмена).
Один із поглядів на основну тему книги полягає в тому, що вона розглядається як сатира на моральну деградацію 1980-х, зокремаі на американський бізнес. Багато хто вважає, що докладні описи жорстокості Бейтмена вставлені для посилення «чорного гумору». Усе життя Бейтмена крутиться навколо того, яким його бачать інші. Оскільки «особистості» як такої у Бейтмена просто немає, він може сприйматися як метафора «пластмасових» 1980-х. Також роман описує Бейтмена та його колег як безпринципних моральних дегенератів, здатних на все заради досягнення успіху. Червоною ниткою через розповідь проходить ненависть Бейтмена до гомосексуалів і повій. Це символи вже актуальної в ту пору теми СНІДу. Бейтмен не використовує ін'єкційні наркотики, які також є одним з найголовніших чинників поширення СНІДу.
Наприкінці роману також постає питання про вік Бейтмана. Сам Бейтмен стверджує, що йому 27, хоча ще в серпні минулого року говорив детективу, що в жовтні йому вже виповниться 28. Окрім того, в останньому розділі він згадує знак зодіаку «Терези» та міркує, що б це могло означати для нього. А оскільки особистість Бейтмана вже не може чітко сприймати навколишню реальність, відповідь на це питання зрозуміла сама собою .

## Цікаві факти
- Канадський маніяк Пол Бернардо став великим шанувальником роману. Книгу згодом знайдено в його будинку в Сент-Кетрінсі, де він жив разом із дружиною Карлою Гомолка. Ходили чутки, що саме ця книга надихнула Бернардо на злочини. Втім, Бейтмен діяв сам, а Бернардо активно допомагала його дружина.
- Бейтмен стверджує, що найсумніша пісня, яку він коли-небудь чув — You Can't Always Get What You Want, «Бітлз». Однак насправді цю пісню виконав гурт «Роллінг Стоунз».
- Першопочатково видати книгу мало видавництво Simon & Schuster у березні 1991 року, проте згодом воно відмовилося від публікації через вміст роману. Книгу опубліковано у видавництві Vintage Books. Існує інформація, що виданий варіант є менш жорстким, аніж рукопис Елліса.
- В одному з епізодів роману фігурує Шон Бейтмен, який став головним персонажем у романі Елліса «Закони сексу» (1987). Патрік, в свою чергу, з'являється в «Законах…», і обидва брати згадані в романі «Гламорама» (1998).
- В іншому епізоді — у ресторані «Harry's» — Патрік Бейтмен зустрічає знайомого, серед супутників якого був Пол Дентон — персонаж роману «Закони сексу» (1987), закоханий в Шона Бейтмена, брата Патрика. Мабуть, він побачив схожість, оскільки з жахом дивився на головного героя під час короткої зустрічі. У Бейтмена складається враження, що Дентон впізнав його та щось знає.
- 1992 року валлійський гурт Manic Street Preachers записав пісню під назвою «Патрік Бейтмен». Цікаво, що музику до фільму «Американський психопат» написав валлійський композитор Джон Кейл, а роль Бейтмена зіграв валлієць Крістіан Бейл.
- Елліс детально описує одяг персонажів у романі. Він зізнався, що це коштувало йому великих зусиль, оскільки сам він за модою зовсім не стежить. Крім того, він зауважив в інтерв'ю, що герої роману зовсім не виглядають гламурними зірками з обкладинок, як може подумати неуважний читач. Насправді більшість з поєднань костюмів у романі нагадують клоунські вбрання.
- Відомо, що після публікації роману Елліс отримав безліч "листів ненависті"з погрозами вбивства.
- Феміністка-активістка Глорія Стайн стала однією із затятих супротивників публікації роману через наявність сцен жорстокого насильства над жінками. Стайнем — мачуха Крістіана Бейла, втілення Патріка Бейтмена на екрані. Ця іронія долі згадана в романі Елліса «Місячний парк» (2005).
- У романі згадується сцена з чорним плюшевим котом, якого витягає з-під себе Бейтман, а також його розмова з його коханкою Кортні, коли вона заздалегідь вітає Бейтмана з Днем подяки, на випадок, якщо вони більше не побачаться. Сцена запозичена Еллісом із його ж роману «Менше нуля» — суттєві відмінності тільки в назві свят (Різдво замість Дня Подяки) й іменах дійових осіб (Клей і Блер).
- Також з роману «Менше нуля» Елліс запозичив, щонайменше, ще дві сцени — бесіда Клея (головного героя «Менше нуля») з матір'ю в ресторані перетворена на розмову Бейтмана з його матір'ю в клініці; розмова Клея з приятелем Трентом, коли Трент нарікає на відсутність чилі в бургері Клея, перетворена на розмову Бейтмана з МакДермотт, коли Макдермотт засуджує Бейтмана за те, що він не замовив гешбраун (у відомому варіанті перекладу hash brown перекладено, як «смажена картопля»); також друга сцена містить аналогічні коментарі Клея та Бейтмана в інтер'єрі закладів, де вони сидять.
- Бретон Істон Елліс до 18 років часто піддавався насильству з боку свого батька, що мав проблеми з алкоголем. Після виходу роману «Американський психопат», Елліс стверджуватиме, що при написанні образу Бейтмана відштовхувався саме від фігури батька, але через кілька років назве цю заяву брехнею, викликаною небажанням визнати, що більшою мірою він писав Патріка Бейтмена з самого себе.

## Переклади українською
- Брет Істон Елліс. Американський психопат. — Х. : КСД, 2016. — 512 с. — ISBN 978-617-12-1638-9. Переклад виконала Олена Оксенич.